# Споменик природе Ивановачка ада
Споменик природе Ивановачка ада стављена је под заштиту ради очувања малог остатка некадашњих плавних природних шума дунавских ада, специфичног састава и структуре, коју чине популације аутохтоних топола и врба високих естетских и еколошких вредности, а које представљају станиште субандемичним и реликтним врстама флоре и животињским врстама заштићеним као природне реткости. Као што су орао белорепан, зелена жуна, водомар, које представљају национално и међународно заштићене биљне и животињске врсте.

## Значај
Очување оваквих природних споменика омогућује „поглед у прошлост“, у природне ритске шуме Подунавља, које се у комплексу садашњих еколошких услова више не могу спонтано вратити. Значајно је присуство жутењице (панонски субендем), који насељава влажна газишта и пашњаке, рубове пољских путева, ниске обале, делимично заслањена станишта, и дивље винове лозе која у флори Војводине постаје све ређа.
Споменик природе „Ивановачка ада“ има еколошки значај у функцији очувања влажних станишта карактеристичних за речне аде, на којима живе многе биљне и животињске врсте прилагођене специфичним станишним условима. Функционалност и биолошка разноврсност шумских екосистема плавних подручја, као и еколошког коридора реке Дунав, чврсто је повезана са очувањем преосталих фрагмената природне шумске вегетације на Дунаву.
Флора и фауна природног добра указују на велики значај за очување биодиверзитета подручја. Висок степен изворности огледа се у карактеристичном скупу врста, као реликтиним врстама флоре.

## Заштита
На целукупној површини Споменика природе “Ивановачка ада” успостављен је режим заштите, са ограниченим и строго контролисаним коришћењем природних ресурса, те се активности на овом простору могу вршити у мери која омогућава унапређивање стања и презентацију природног добра без последица по његову природну вредност. Споменик природе „Ивановачка ада“ представља један од најпознатијих риболовних и излетничких терена у околини Панчева. Улаз у Ивановачки дунавац, познат је као добар терен за риболов, који је преграђен каменим насипом, због чега, при малом водостају улаз није плован, као и доњи крај Ивановачког дунавца, који служи као зимовник за бродове, њиме се може доћи чамцем до села Иваново, удаљено на 2,5 км од зимовника.
Управљање заштићеним природним добром „Ивановачке аде” поверено је ЈП „Војводинашуме”, односно Шумском газдинству „Банат” из Панчева.

## Флора и фауна
1. Орао белорепан (Haliaeetus albicilla)
2. Зелена жуна (Picus viridis)
3. Водомар (Alcedo atthis)
4. Топола (Populus)
5. Врба (Salix)